# Бойд, Флетчер
Фле́тчер Бойд (англ. Fletcher Boyd; родился 26 января 2008) — шотландский футболист, атакующий полузащитник клуба «Абердин».

## Клубная карьера
Воспитанник футбольной академии клуба «Абердин». 12 мая 2024 года дебютировал в основном составе «Абердина» в матче шотландского Премьершипа против клуба «Хиберниан», выйдя на замену на 82-й минуте, и забил гол спустя 10 минут. Три дня спустя забил в матче против «Ливингстона».
В июне 2024 года продлил свой контракт с «Абердином» до 2027 года.

## Карьера в сборной
В 2023 году дебютировал за сборную Шотландии до 16 лет.